# Culinária do Líbano
A culinária libanesa é um conjunto de pratos e costumes culinários dos habitantes do Líbano. Esta cozinha é extraordinariamente diversa e possui especialidades próprias e adaptadas dos diferentes países ao seu redor. Com alimentos frescos e saborosos, os libaneses adaptaram o melhor da cozinha turca e da árabe, adereçando-lhe com um ar da francesa.

## Ingredientes
A cozinha tradicional do Líbano combina a abundância de frutas e verduras frescas. A base dos pratos é, somente, o emprego de cereais e legumes, podendo-se repetir em muitos pratos os mesmos ingredientes, mas com distintas formas de preparação. Se empregam iogurtes, queijos, pepinos, beringelas, ervilhas, nozes, tomates e sésamo em todas as suas formas: semente, em pasta ou em azeite.
Emprega-se também azeites vegetais, entre eles o azeite de oliva para fritar alguns alimentos, sendo freqüentemente o emprego de manteigas (smen).

## Pratos libaneses

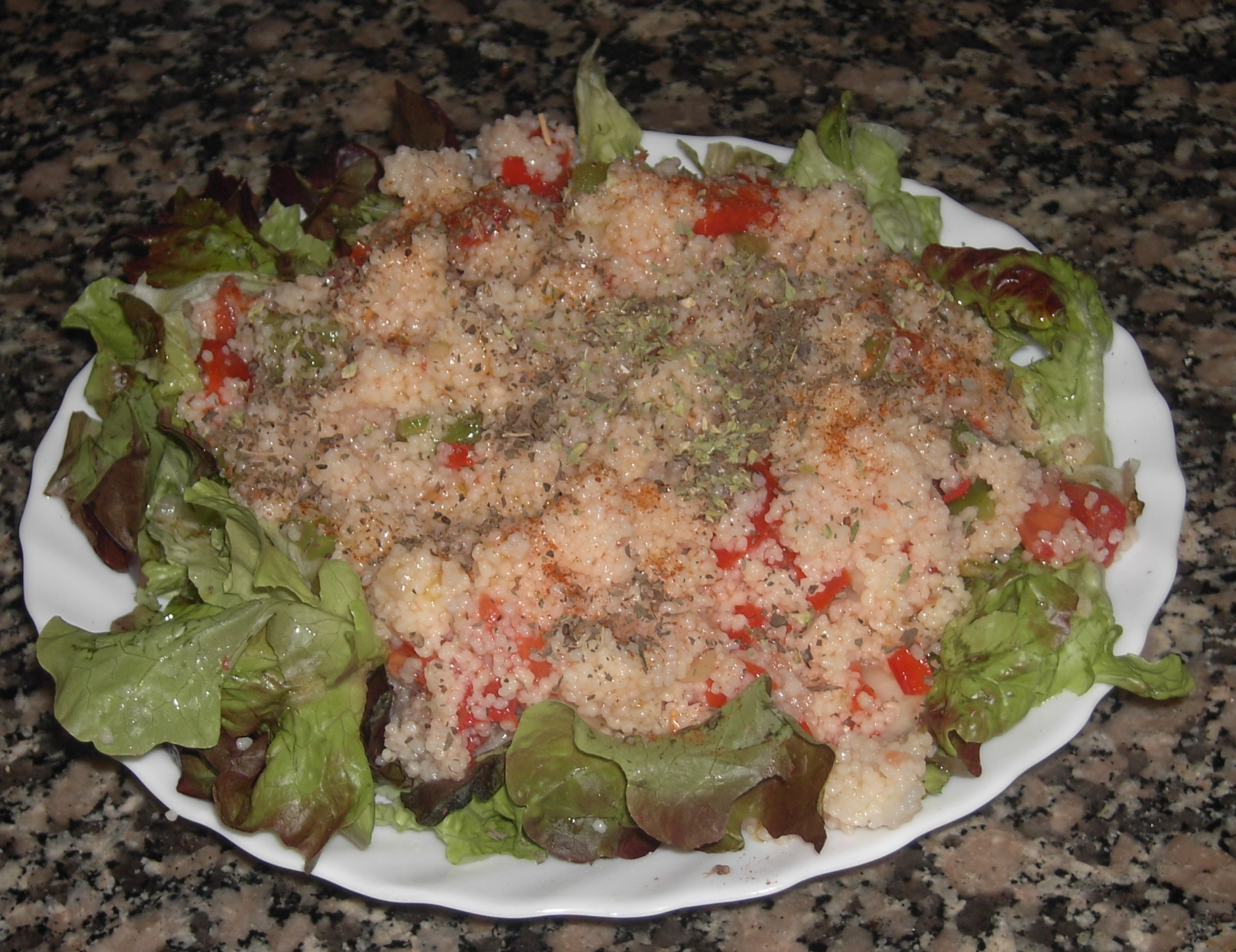
Tabbouli

É muito reconhecido o mezze acompanhado por arak que é a bebida nacional libanesa. O mezze é servido, geralmente, sem talheres, já que o pão árabe tradicional, achatado e redondo, faz as funções de garfo e colher.
Outras especialidades recomendáveis são o kibe, almôndegas feitas de carne com cebola e pinhões; o cafta, cordeiro assado ao carvão e o conhecido tabule, salada com folhas de hortelã e de salsa.
O homus—um purê de grão-de-bico e pasta de gergelim —e o baba ghanoush, pasta de sésamo, limão e alho. O kebbah cru—carne de cordeiro misturada com trigo moído com cebola, hortelã, pimenta e sal—é também um dos pratos típicos, assim como a shawarma.
O prato nacional do Líbano é o kibbeh e consta de uma mistura de carne de cordeiro muito bem picada e acompanhada de bulgur. Este prato pode ser comido cru, assado ou frito.
Uma comida normal pode incluir alguns mezzes, aperitivos como uma empada de espinafre, queijo curado, salsa, pizza com za'atar e folhas de parreira recheadas. Pode ser seguido por um prato principal de carne (geralmente de cordeiro) ou mesmo peixe, com freqüência acompanhados por arroz e frutos secos, e junto tabule ou fattoush e, finalmente, se fecha com uma sobremesa.

## Bebidas

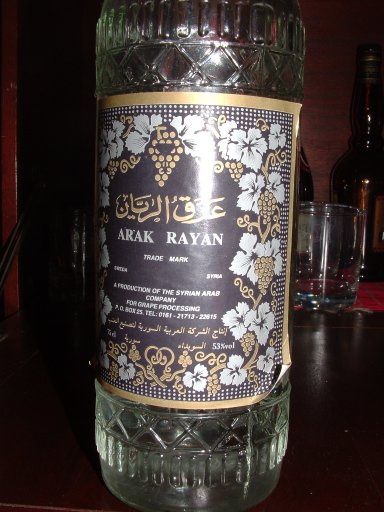
Garrafa de Arak Rayan

O café árabe é uma bebida muito apreciada geralmente pelos habitantes do Líbano. Se descrevermos como bebidas os refrescos, podemos destacar o jellab, uma bebida preparada com uva passa e servida com pinhas; o ayran, a base de iogurte (de origem turca).
A gastronomia libanesa possui também a elaboração de vinhos: especialmente o Châteaux Kefraya, o Ksara e o Musar. Entre as bebidas alcoólicas, a mais tradicional é o arak, que se bebe com água e gelo.